# Tlalpujahua
Tlalpujahua é uma pequeno município localizado no extremo nordeste do estado de Michoacán no centro do México. É uma antiga cidade mineira, a casa da Mina dos Estrellas, era a principal produtora de ouro no início do século XX.
É uma pitoresca aldeia mineira das montanhas de Michoacán, onde anualmente se produz a grande migração das borboletas monarca.

## A cidade

### Cidade mineira

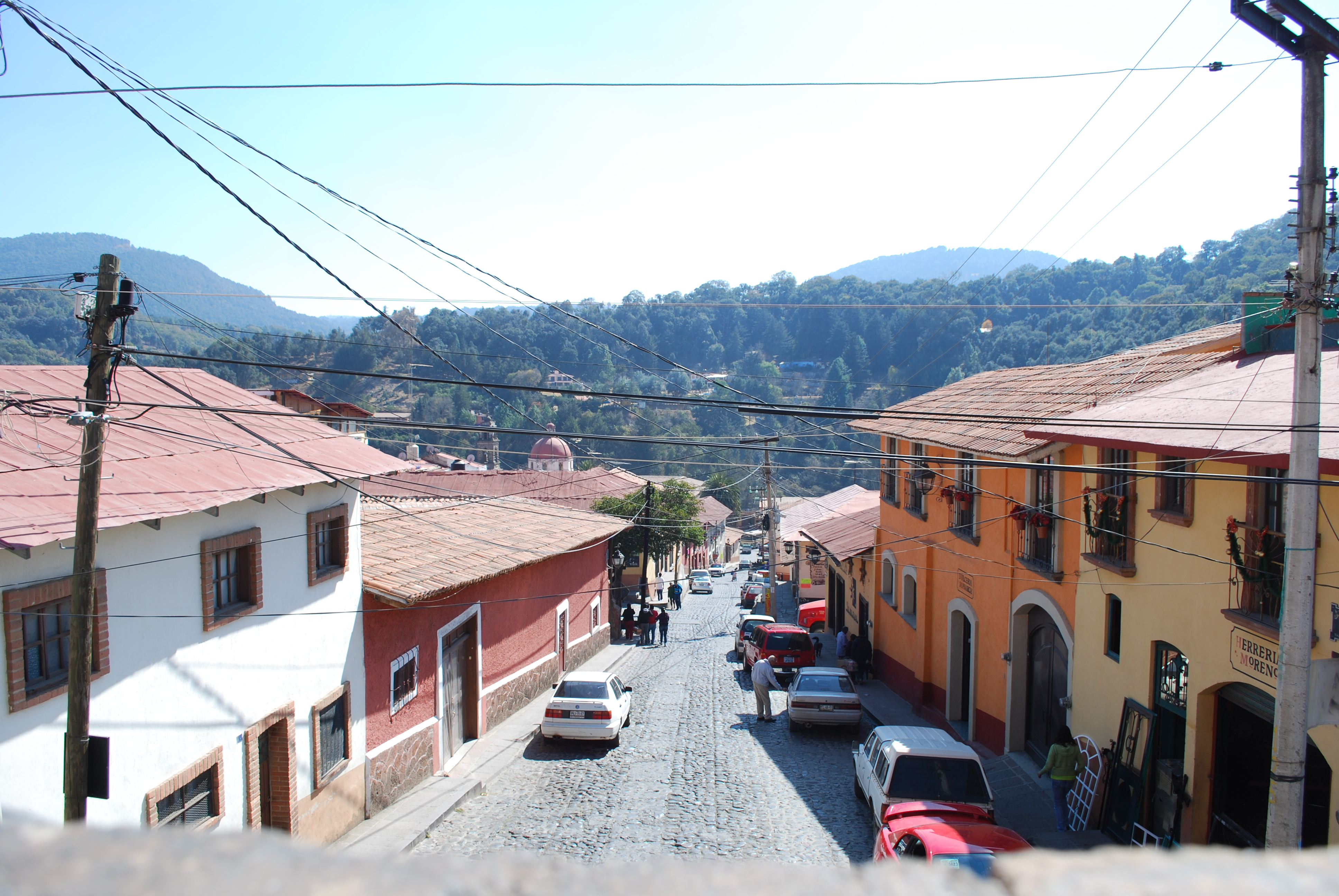
Olhando a cidade da igreja paroquial

A cidade propriamente dita é pequena, com apenas 3.704 residentes (2005). É repleta de ruas pavimentadas de pedra que sobem e descem acentuadamente, devido ao terreno acidentado sobre o qual foi construída. Ao longo das ruas há casas com grossas paredes de adobe e/ou arenito rosa, rematadas por telhados pontiagudos revestidos de telha vermelha. Alguns têm varandas de madeira e outros detalhes em madeira e parecem chalés. As casas são construídas desta forma devido aos meses de inverno que são frios e às vezes com neve. Ao redor da cidade há montanhas escarpadas com florestas. Em 2005, Tlalpujahua tornou-se a 20ª cidade a ser declarada Pueblo Mágico, como parte de seus esforços para atrair turismo. No entanto, ainda é tranquilo, com poucos problemas de trânsito, apesar das ruas estreitas.